# Abya Yala (maison d'édition)
Cet article concerne la maison d'édition Abya Yala. Pour la notion d'Abya Yala pour désigner l'Amérique, voir Abya Yala.

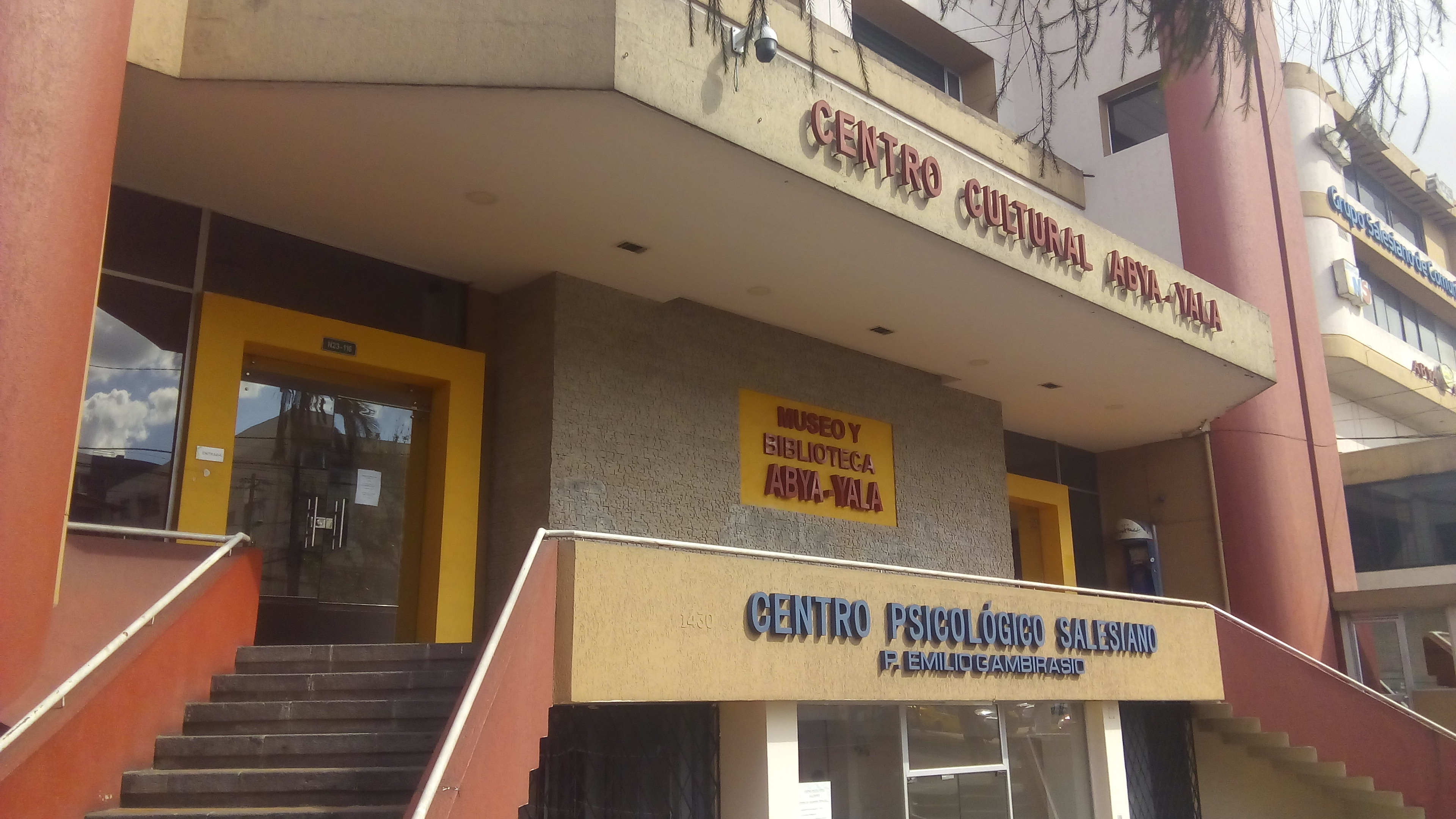
Abya Yala

Abya Yala est une maison d'édition équatorienne appartenant à l'université polytechnique salésienne. Trouvant ses origines dans la publication à partir de 1975 de la série de livres Mundo shuar, puis d'une autre série Mundo andino, Abya Yala est fondée sous ce nom en 1983. En 1995, Abya Yala avait publié une centaine de titres, soit presque 20 % de la production éditoriale du pays pour cette année-là,.  D'abord d'orientation catholique et fondée par les missionnaires salésiens qui travaillaient auprès du peuple shuar, Abya Yala est aujourd'hui l'une des principales maisons d'édition d'Équateur, spécialisée dans la sociologie et l'anthropologie. En 2008, le président Rafael Correa distingue le travail de cette maison d'édition spécialisée par la remise du Prix Eugenio-Espejo, la distinction la plus prestigieuse du pays. À cette date, Abya Yala disposait d'un catalogue de 1600 titres et emploie 16 personnes. Son siège se situe au centre-nord de la capitale, Quito. 